# La Commedia des ratés
La Commedia des ratés est un roman policier de Tonino Benacquista publié en 1991. Il plonge le lecteur au cœur d'une enquête sur fond de miracle, de mafia, de Vatican et de pasta.

## Résumé
Antonio, le narrateur, fils d'immigrés, habite Vitry. Il hérite, par hasard, d'un petit terrain sans valeur en Italie sur lequel il organise un faux miracle. Cette escroquerie entraîne une multitude d'offres de rachat à prix d'or.

## Éditions
- Paris : Gallimard, 1991, 242 p. (Collection Série noire ; 2263)  (ISBN 2-07-049263-X)
- Paris : Gallimard, 1994, 233 p. (Collection Folio ; 2615)  (ISBN 2-07-038914-6)
- Paris : Gallimard, 1998, 233 p. (Folio policier ; 12)  (ISBN 2-07-040646-6)
- Paris : Éd. Cercle polar, 2001, 233 p. (Roman noir)  (ISBN 2-7441-4967-5)
- Quatre romans noirs / Tonino Benacquista. Paris : Gallimard, 2005, 888 p. (Folio. Policier ; 340). Réunit : La Maldonne des sleepings ; Les Morsures de l'aube ; Trois carrés rouges sur fond noir ; La Commedia des ratés  (ISBN 2-07-031529-0)

## Prix et récompenses
- Trophées 813 du Meilleur roman
- Grand prix de littérature policière
- Prix Mystère de la critique

## Adaptations

### Livre audio
- La Commedia des ratés [Enregistrement sonore] : version abrégée en collaboration avec l'auteur / Tonino Benacquista ; lu par Robinson Stévenin et 9 comédiens. - Éd. Gallimard : 2007. - 1 CD MP3 (4 h 50 min). - (Écoutez lire).  (EAN 3260050645928)

### Au cinéma
- 2009 : Holy Money, film italo-belge réalisé par Maxime Alexandre, avec Aaron Stanford, Joaquim de Almeida, Ben Gazzara.

### Bande dessinée
Adaptation et dessins : Olivier Berlion
- [1] Dargaud, 2011, 74 p.  (ISBN 978-2-205-06355-4)
- [2] Dargaud, 2011, 76 p.  (ISBN 978-2-205-06719-4)